# Dactyloscopus crossotus
Dactyloscopus crossotus is een straalvinnige vissensoort uit de familie van zandsterrenkijkers (Dactyloscopidae). De wetenschappelijke naam van de soort is voor het eerst geldig gepubliceerd in 1913 door Starks.